# Gabriel Poix
Gabriel Poix (8. november 1888 - 23. januar 1946) var en fransk roer fra Paris.
Poix vandt, sammen med Maurice Monney-Bouton og styrmand Ernest Barberolle, sølv i toer med styrmand ved Sommer-OL 1920 i Antwerpen. Franskmændene blev i finalen besejret af Italien, mens Schweiz fik bronze. Han deltog også ved OL 1912 i Stockholm i disciplinen firer med styrmand.
Poix vandt desuden to EM-guldmedaljer i toer med styrmand, en i 1913 og en i 1920.

## OL-medaljer
- 1920:  Sølv i toer med styrmand